# Canis lupus manningi
Canis lupus manningi és una subespècie del llop (Canis lupus).

## Descripció
- És la subespècie més petita de tots els llops àrtics.
- Té un pelatge gruixut i de color blanc que li fa semblar més gros del que realment és.[2]

## Alimentació
És omnívor, tot i que les seves principals fonts d'aliment són els lèmmings, els caribús i les llebres polars.

## Distribució geogràfica
Es troba a Nord-amèrica: l'Illa de Baffin i illes adjacents.

## Estat de conservació
Es troba en perill d'extinció.